# Plaza 9 de Julio (Junín)

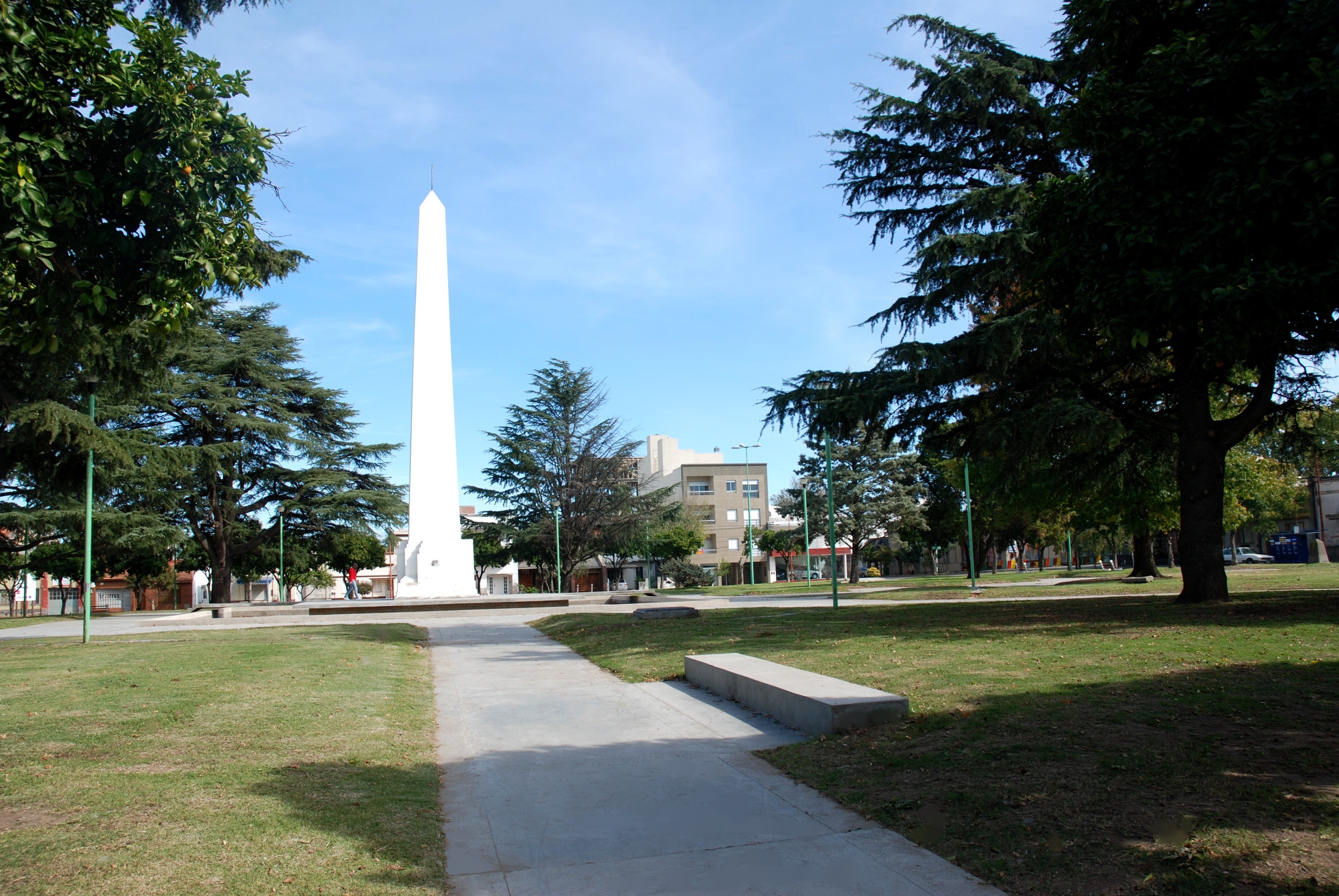
Plaza 9 de Julio, en Junín, Argentina. En el centro, el obelisco construido en 1938.

La plaza 9 de Julio es un espacio verde público que se encuentra en el barrio homónimo de la ciudad de Junín, Argentina, entre las calles Mariano Moreno, Rector Álvarez Rodríguez, General Villegas y Bartolomé Mitre.
Constituye una referencia histórica dado que está ubicada en la antigua puerta de acceso al Fuerte Federación, que dio origen a la actual ciudad de Junín.
Su característica más importante es la presencia de un obelisco construido en 1938. Además, la plaza es una referencia histórica.

## Historia
El Fuerte Federación, origen de la ciudad de Junín, fue fundado el 27 de diciembre de 1827. Su entrada principal era por la actual calle 20 de Septiembre, que estructuraba la circulación yendo desde la puerta ubicada en el sudeste hasta la Plaza de Armas (hoy es la plaza 25 de Mayo). El predio inmediatamente exterior al fuerte era la actual plaza 9 de Julio.
En 1936 se construyó el Obelisco de Buenos Aires y las autoridades de Junín decidieron copiarlo. Así fue como en 1938 se levanta el obelisco de la plaza 9 de Julio. Tenía una escultura que representaba a la Libertad, la cual previamente había estado en una pirámide en la plaza 25 de Mayo, desde 1867. Esa obra de arte fue el primer monumento con que contó Junín.
La plaza también incorporó una réplica de la histórica casa de la Independencia, conocida como "Casa de Tucumán", que posteriormente fue demolida.

## Características

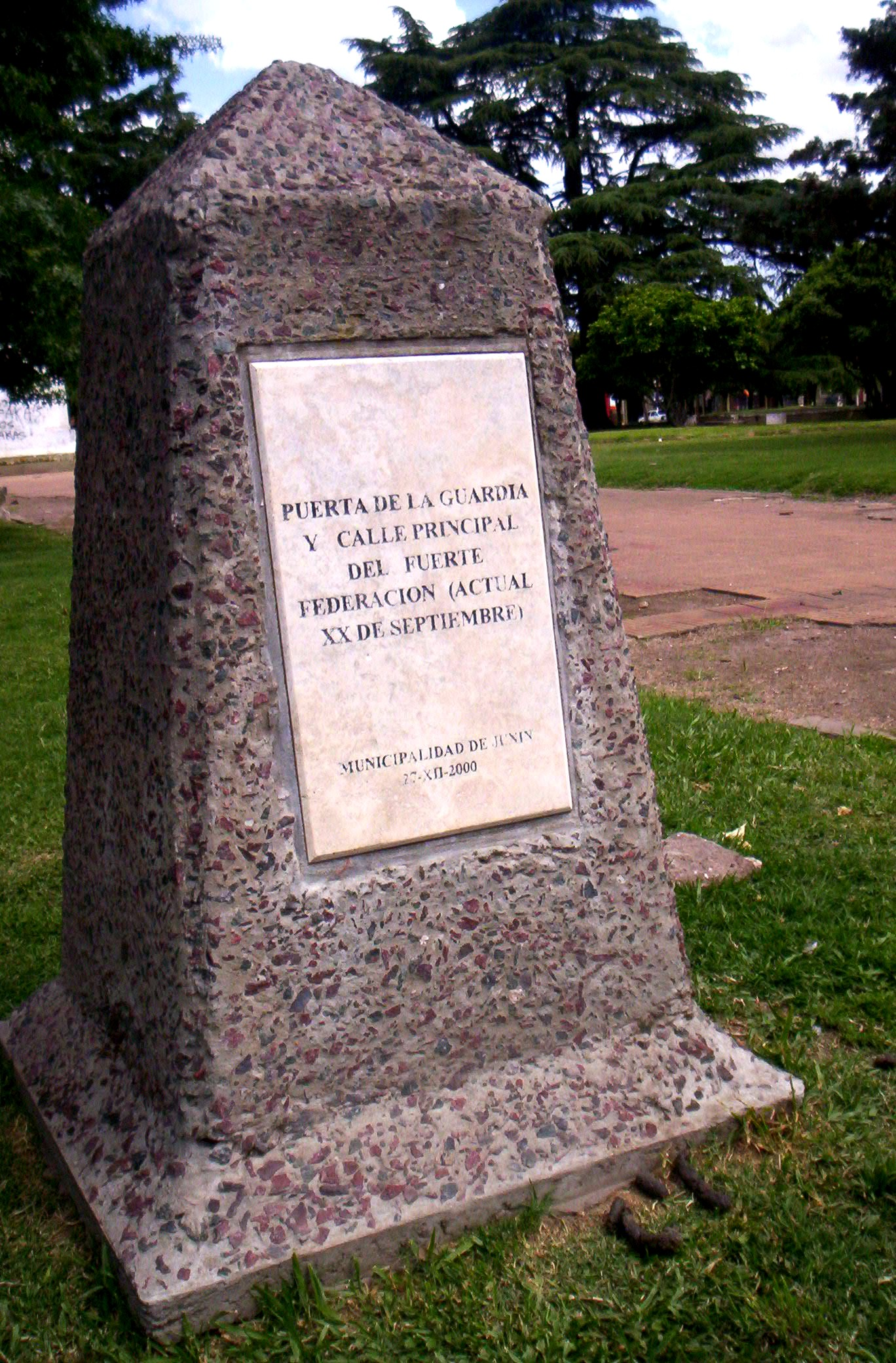
Monolito referenciando la puerta de la guardia del Fuerte Federación.

La plaza se encuentra rodeada por dos hileras de naranjos, donde los frutos permanecen en los árboles por ser amargos. Se utilizan en la elaboración de dulce de naranja, mientras la cáscara sirve para hacer fruta abrillantada.
El obelisco que posee en el centro es el único de su tipo en Junín y la región. Un monolito ubicado en la vereda de la calle Moreno recuerda la entrada al Fuerte Federación. Del lado de la calle Mitre hay un monumento con un busto de Mariano Moreno.